# Chaetarcturus bovinus
Chaetarcturus bovinus är en kräftdjursart som först beskrevs av Brandt och Johann-Wolfgang Wägele 1988.  Chaetarcturus bovinus ingår i släktet Chaetarcturus och familjen Antarcturidae. Inga underarter finns listade i Catalogue of Life.